# Tista
Die Tista (Bengalisch: তিস্তা, Tistā; anglisierend auch Teesta) ist ein 430 km (davon 130 km in Bangladesh) langer rechter Nebenfluss des unteren Brahmaputra.
Sie entspringt Gletschern des Himalaya im Norden des indischen Bundesstaates Sikkim, quert diesen in einem tief eingeschnittenen Tal und bildet bei Kalimpong die Grenze zwischen Sikkim und Westbengalen. In der Division Rangpur von Bangladesch mündet sie in die Jamuna, wie der Brahmaputra in Bangladesch genannt wird.

## Oberlauf im Osthimalaya
Als Beginn des Flusses Tista gilt zum einen der Zusammenfluss der Flüsse Lachen Chu und Lachung Chu und zum anderen zwei Quellseen des deutlich größeren Lachen Chu, der daher oft bereits als Tista benannt wird. Der Cholamu-See (5014 m) gilt als Quelle der Tista, tatsächlich ist es aber der Khangchung-See (5303 m). Der hydrologische Hauptstrang des Flusssystems beginnt aber am Zemugletscher, da dessen Abfluss, der Zemu Chu, am Mündungspunkt wasserreicher ist als die Tista (bzw. der Lachen Chu).
Die obersten Quellflüsse der Tista sammeln sich zunächst aus Schmelzwässern von nach Norden, zum trockenkalten tibetischen Hochland gerichteten Gletschern, als deren Quellen aber meist die obersten Gletscherseen gelten. Sie liegen in Höhen zwischen 5100 und 5600 Metern. Sie wenden sich dann nach Süden und erreichen, im Westen überragt vom 8586 m hohen Kangchendzönga, sehr schnell tiefer gelegene, wesentlich niederschlagsreichere Talgebiete. Das fast ausnahmslos steilhängige Talsystem der Tista nimmt das Gebiet von Sikkim fast zur Gänze ein. Städte und Siedlungen beschränken sich auf die wenigen Verebnungen in den verbreitet rutschgefährdeten Hängen. Die Gesteine sind oft wenig verfestigt und verwittern leicht. Sie bestehen aus Gneisen, Phylliten, Graniten und Kalksteinen. Die Topographie spiegelt sich auch im Namen des indigenen Volkes der Lepcha, die sich hier Rong Kup („Schluchtvolk“) nennen.
Das die Hauptlinie des Gebirges querende Tal wurde trotz seiner Steilheit früh als Übergang nach Tibet genutzt. Heute wird die wirtschaftliche Bedeutung des Tales vor allem in seinem Potential für die Wasserkraftnutzung gesehen. Der Indische Staat, zu dem Sikkim seit 1975 gehört, betreibt den Bau von insgesamt 26 Wasserkraftanlagen im Tal. Die derzeit (2015) höchstgelegene ist das Kraftwerk Teesta III an der Mündung des Lachung Chu, die im Chungthang-Stausee versunken ist. In ihrem Oberlauf wird die Tista auch zum Wildwasser-Rafting genutzt.

## Unterlauf im Bengalischen Tiefland
Beim Austritt aus dem Gebirge tritt die Tista in den Bundesstaat Westbengalen ein. Sie führt hier rund 600 m³/s Wasser. Ihre Wasserführung nimmt im weiteren Verlauf bis zur Mündung in die Jamuna durch die hohen Jahresniederschlagssummen zwar noch deutlich zu, ein großes Sperrwerk leitet aber bis zu 280 m³/s zu Bewässerungszwecken in ein rund 4500 Kilometer langes Kanalsystem ab, da die monsunalen Niederschläge auf wenige Monate konzentriert sind und während der Trockenzeit Bewässerungslandbau betrieben werden muss.
Die Hochwasser des sehr sedimentreichen Flusses fördern zwar die Fruchtbarkeit der Böden durch sich absetzende Schwebstoffe, führten in der Vergangenheit aber auch zu Flussverlagerungen um bis zu 100 Kilometer. Die Tista war bis ins späte 18. Jahrhundert der Oberlauf dreier Flussarme, von Karatoya, Atrai und Jamunaswari, die in den Ganges münden. Der Name Tista wird hiermit in Verbindung gebracht: Tri-Srota („die Dreistromige“). In der katastrophalen Flut von 1787 brach der Fluss nach Osten zum Brahmaputra aus, dem mindestens seit diesem Ereignis dominierenden Hauptstrom des Brahmaputra-Ganges-Flusssystems, das als Meghna in den Golf von Bengalen mündet.

Deutsche Tibet-Expedition 1938/39
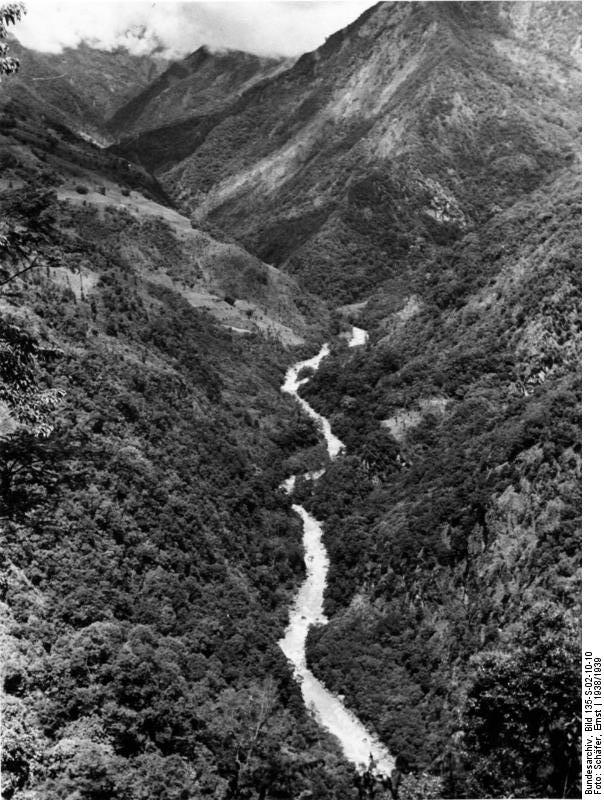
Landschaftsaufnahme, Tistatal
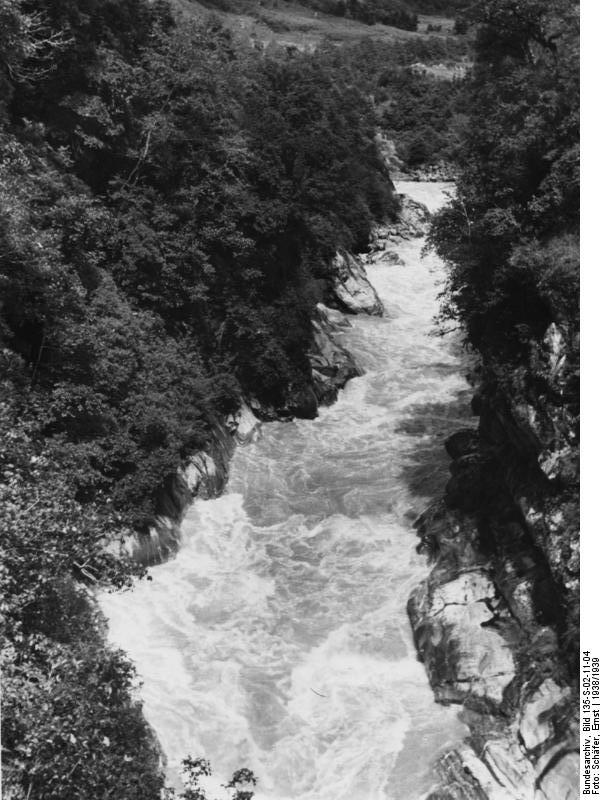
Blick ins Tistatal
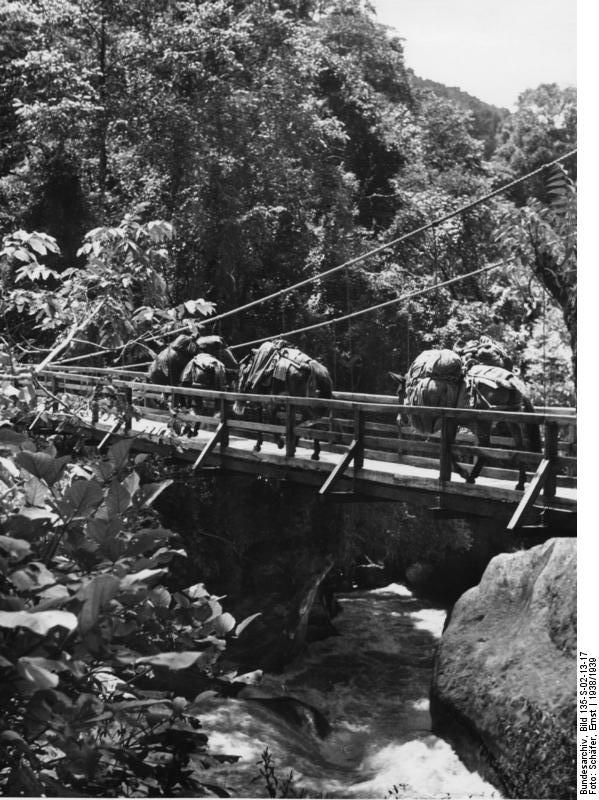
Brücke mit Karawane
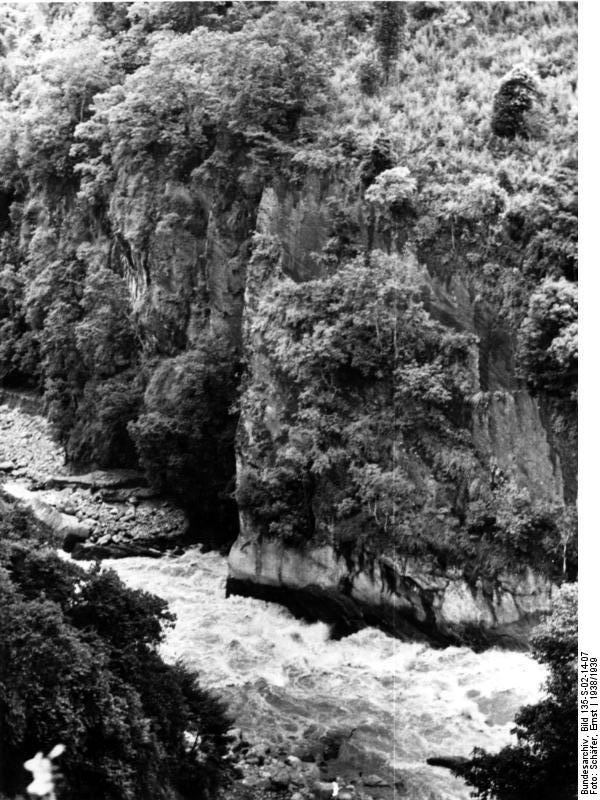
Landschaftsaufnahme, Tista